# Schönfeld (Sasko)
Schönfeld je obec v německé spolkové zemi Sasko. Nachází se v zemském okrese Míšeň a má přibližně 1 800 obyvatel.

## Historie
První písemná zmínka o vesnici pochází z roku 1216, kdy je zmiňován jistý Tammo de Scǒnevelt. V roce 1950 byla připojena do té doby samostatná obec Liega, roku 1994 Linz a v roce 1996 Kraußnitz.

## Přírodní poměry
Schönfeld leží asi 20 km severně od zemského hlavního města Drážďany na severu Saska na hranici se spolkovou zemí Braniborsko. Nejvyšším bodem obce je Galgenberg (216 m). V okolí místní části Schönfeld se nachází několik větších rybníků. Obcí prochází spolková dálnice A13 a železniční trať Großenhain–Cottbus, na které však v obci není žádná zastávka.

## Správní členění
Schönfeld se dělí na 5 místních částí:
- Böhla
- Kraußnitz
- Liega
- Linz
- Schönfeld

## Pamětihodnosti
- panský dům v Böhle
- mlýn a pila v Böhle
- novorenesanční zámek Schönfeld